# إيمانول ماتشوكا
إيمانول ماتشوكا (بالإسبانية: Imanol Machuca) هو لاعب كرة قدم أرجنتيني، ولد في 15 يناير 2000 في رولدان ‏ في الأرجنتين.

## وصلات خارجية
- إيمانول ماتشوكا على موقع قاعدة بيانات كرة القدم.إي يو (الإنجليزية)
- إيمانول ماتشوكا على موقع Soccerway.com (الإنجليزية)